# Martiri di Široki Brijeg

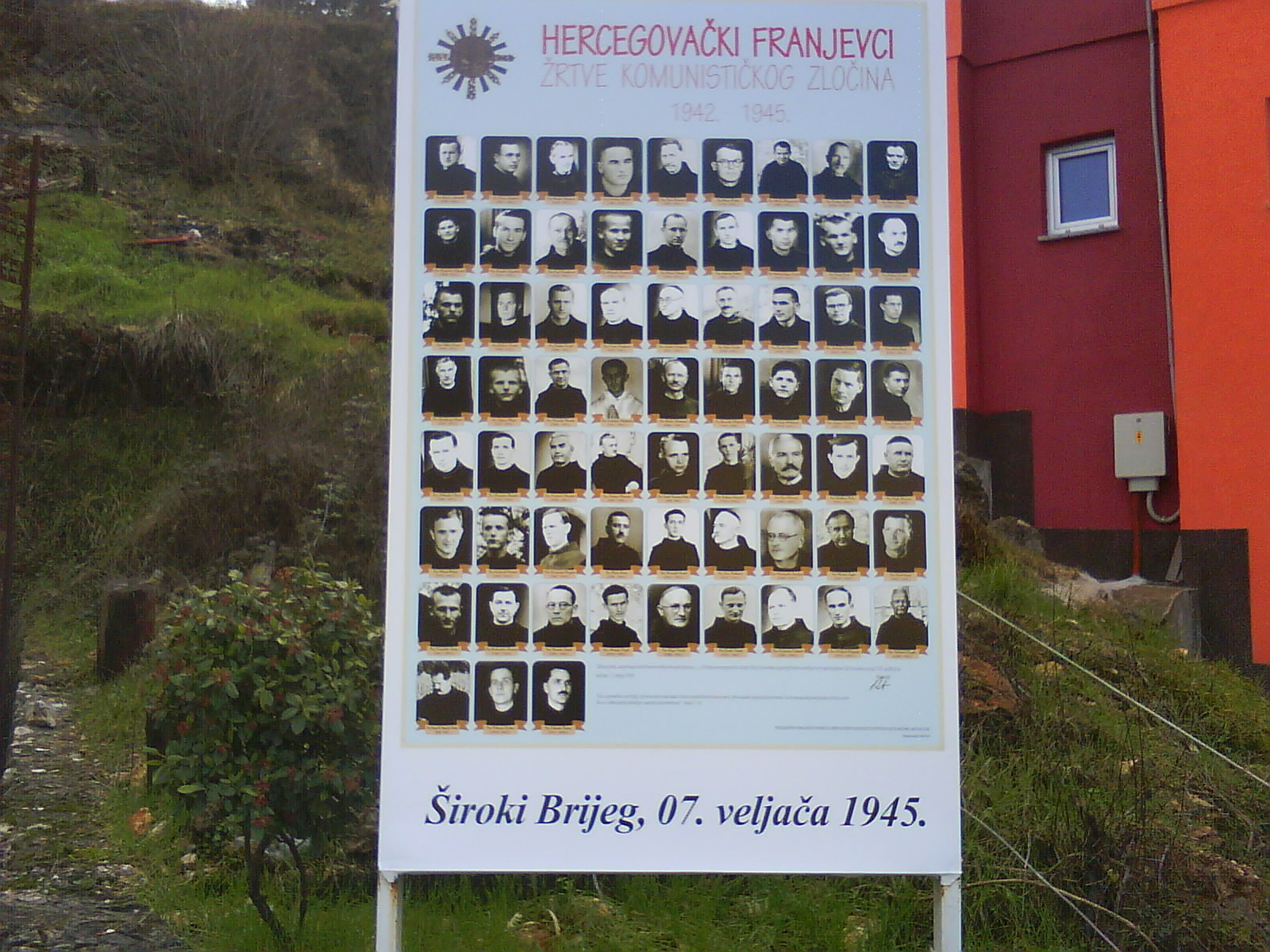
Targa con le immagini dei martiri di Široki Brijeg e gli altri francescani uccisi

I Martiri di Široki Brijeg furono trenta frati minori francescani, tutti appartenenti al convento di Široki Brijeg in Bosnia ed Erzegovina, uccisi il 7 febbraio 1945 dai partigiani comunisti jugoslavi di Tito. Per i trenta martiri è in corso il processo di beatificazione.

## I fatti e il contesto storico
Durante la Seconda guerra mondiale, in seguito all'invasione nazi-fascista della Jugoslavia, venne formato, dalle autorità dell'Asse, lo stato-fantoccio di Croazia, retto dal dittatore Ante Pavelić e presieduto formalmente da un membro di casa Savoia (Aimone di Savoia). Il governo fascista croato, responsabile di efferati crimini (come quelli commessi nel Campo di concentramento di Jasenovac), si serviva della milizia fascista degli Ustascia per le sue opere di repressione delle minoranze e del dissenso, e in questo si avvaleva dell'attiva collaborazione di larga parte della chiesa cattolica locale (vedere anche Ustascia e Chiesa cattolica). Contro l'occupazione nazi-fascista e contro il governo croato collaborazionista, e quindi anche contro le autorità cattoliche che lo supportavano (come ad esempio il cardinale Alojzije Viktor Stepinac o il frate francescano Miroslav Filipović-Majstorović, criminale di guerra Ustascia), ben presto si formò un attivo movimento di Resistenza, capeggiato dai partigiani comunisti (Esercito Popolare di Liberazione della Jugoslavia).
Il pomeriggio del 7 febbraio 1945 alcuni partigiani comunisti che avevano conquistato la zona, giunsero nella cittadina di Široki Brijeg (Erzegovina Occidentale), dove si trovava un santuario dedicato alla Madonna Assunta in Cielo, con un convento francescano. Nonostante negli edifici non ci fosse traccia alcuna del nemico, furono bombardati con 296 colpi di cannone; il convento fu gravemente danneggiato e fu incendiato il liceo classico adiacente al santuario, costruito dopo il primo conflitto mondiale. Con esso andò distrutta la biblioteca, contenente circa 150.000 volumi, che documentavano le tappe della storia e delle sofferenze del popolo croato di Erzegovina.
I partigiani trovarono nel monastero trenta frati, alcuni dei quali erano professori del ginnasio. Essi cercarono di persuadere i religiosi a lasciare l'abito; al rifiuto di questi, li presero ad uno ad uno e li portarono fuori dal convento dove furono in gran parte giustiziati con un colpo di pistola alla nuca. Terminata l'esecuzione i loro corpi furono cosparsi di benzina, bruciati e gettati in una grotta.
I titini cancellarono la scritta sulla pietra, posta sopra l'ingresso del convento, invocante Dio e la Madonna.
Il regime comunista jugoslavo proibì di ricordare o commemorare i frati e i loro corpi rimasero nascosti sotto terra per molti anni.

## I nomi
I nomi dei trenta martiri:
- Fra Bruno Adamčik, di 37 anni;
- Fra Marko Barbarić, di 80 anni. Quel 7 febbraio 1945 giaceva a letto ammalato di tifo. Gli ufficiali comunisti ordinarono di portarlo fuori, trasportandolo su una coperta. Quindi fu ucciso e buttato nel fuoco assieme agli altri confratelli;
- Fra Jozo Bencun, 76 anni;
- Fra Marko Dragičević, 43 anni, professore di greco e latino;
- Fra Miljenko Ivanković, 21 anni;
- Fra Andrija Jelčić, 41 anni;
- Fra Rudo Jurić, 20 anni;
- Fra Fabijan Kordić, 55 anni;
- Fra Viktor Kosir, 21 anni;
- Fra Tadija Kožul, 36 anni, professore di filosofia, greco e latino;
- Fra Krsto Kraljević, 50 anni;
- Fra Stanko Kraljević; 74 anni;
- Fra Žarko Leventić, 26 anni. Anch'egli ammalato di tifo, fu preso e ucciso come gli altri confratelli;
- Fra Bonifacije Majić, 62 anni, professore e catechista;
- Fra Stjepan Majić, 20 anni, aveva appena terminato il noviziato;
- Fra Arkanđeo Nuić, 49 anni, professore di greco, latino, tedesco e francese;
- Fra Borislav Pandžić, 35 anni, professore di religione;
- Fra Krešimir Pandžić, 53 anni, professore di lingua classica e direttore della scuola;
- Fra Fabijan Paponja, 48 anni;
- Fra Nenad Venancije Pehar, 35 anni, professore di filosofia;
- Fra Melhior Prlić, 53 anni;
- Fra Ludovik Radoš, 20 anni, aveva appena terminato il noviziato;
- Fra Leonard Rupčić, 38 anni, professore di francese;
- Fra Mariofil Sivrić, 32 anni,
- Fra Ivo Slišković, 68 anni;
- Fra Kornelije Sušac, 20 anni;
- Fra Dobroslav Šimović, 38 anni, professore ed educatore dei seminaristi;
- Fra Radoslav Vukšić, 51 anni, professore di matematica e fisica, direttore del ginnasio per sei anni;
- Fra Roland Zlopaša, 33 anni, professore;
- Fra Leopold Augustin Zubac, 55 anni, professore.